# فندق سيسيل (لوس أنجلوس)
فندق سيسيل (بالإنجليزية: Cecil Hotel) هو فندق اقتصادي يقع على الطريق الرئيسي 620، وتم افتتاحه في 20 ديسمبر 1924.  تم تغيير اسم الفندق إلى ستاي أون ماين (بالإنجليزية: Stay On Main) كمحاولة لإبعاد المنشأة عن ماضيها المظلم. يحتوي الفندق المكون من 19 طابقًا على 700 غرفة ضيوف. الفندق لديه تاريخ متقلب، مع حدوث العديد من حالات الانتحار والوفيات هناك. الفندق مغلق حاليًا، وقد بدأت أعمال التجديد في عام 2017 بعد أن تم تعليقها.

## تاريخ

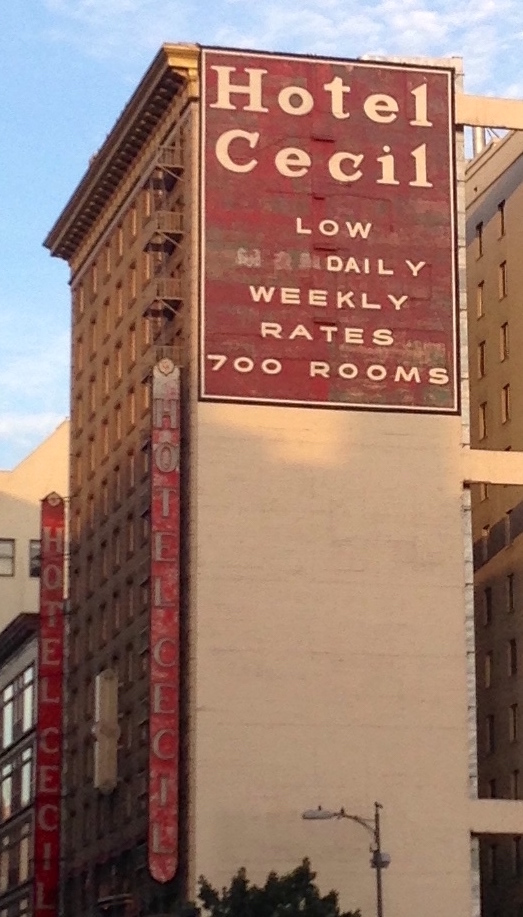

تم بناء فندق سيسل في عام 1924 من قبل أصحاب الفندق الثلاثة - ويليام بانكس هانر، وتشارلز إل ديكس، وروبرت إتش شوبس - كوجهة للمسافرين من رجال الأعمال والسياح. صممه لوي ليستر سميث على طراز عمارة الفنون الجميلة، وشيده بادين، كلف الفندق 1.5 مليون دولار لإكمال البناء ويتكون من بهو رخامي فخم مع نوافذ زجاجية ملونة ونخيل بأوعية وتماثيل مرمر. استثمر أصحاب الفنادق الثلاثة بحوالي 2.5 مليون دولار في المشروع، مع العلم بأن العديد من الفنادق المماثلة قد تم إنشاؤها في مكان آخر وسط المدينة، ولكن في غضون خمس سنوات من افتتاحه، غرقت الولايات المتحدة في الكساد الكبير. على الرغم من أن الفندق ازدهر كوجهة عصرية طوال الأربعينيات، شهدت العقود التالية تراجع الفندق، حيث أصبحت المنطقة المجاورة المعروفة باسم «سكيد رو» مزدحمة بالسكان العابرين. عاش ما يصل إلى 10000 شخص بلا مأوى على بعد 6 كم.
الإعلان الأيقوني على الجانب الأيمن من المبنى كان في الأصل يحمل كلمة «شهرياً». لا يزال من الممكن رؤية بقايا الأحرف الأولى وهذا هو سبب محاذاة الكلمة الحالية «يوميًا» على الجانب الأيمن على عكس الصفوف الأخرى.
في عام 2007، تم تجديد جزء من الفندق بعد تولي مالكين جدد زمام الأمور هناك.
في عام 2011، تمت إعادة تسمية جزء من فندق سيسيل باسم «ستاي أون ماين»، مع مناطق استقبال منفصلة أثناء النهار، ولكن مع مرافق مشتركة وظل اسم موقعه الرسمي على الويب فندق سيسيل.
في عام 2014، تم بيع الفندق إلى ريتشارد بورن صاحب فندق بمدينة نيويورك مقابل 30 مليون دولار، وبعد ذلك حصلت شركة أخرى مقرها نيويورك، وهي شركة Simon Baron Development، على عقد إيجار أرضي للعقار لمدة 99 عامًا. في عام 2016، قال مات بارون، رئيس Simon Baron، إنه ملتزم بالحفاظ على المكونات المعمارية أو التاريخية المهمة للمبنى، مثل بهو الفندق الكبير، لكن شركته تخطط لإعادة التطوير الكامل للداخل وإصلاح العمل «غير المتجانس» الذي تم إنجازه في السنوات الأخيرة. تم إغلاق الفندق في عام 2017 للتجديد، ولكن تم تعليق العمل إلى أجل غير مسمى بسبب وباء COVID-19.
في فبراير 2017، صوت مجلس مدينة لوس أنجلوس على اعتبار سيسيل نصبًا تاريخياً وثقافياً، لأنه يمثل فندقًا أمريكيًا منذ أوائل القرن العشرين وبسبب الأهمية التاريخية لعمل مهندسه المعماري.

## السمعة بالعنف والانتحار والقتل
حدث أول انتحار موثق في سيسيل مساء يوم 22 يناير 1927، عندما أطلق بيرسي أورموند كوك البالغ من العمر 52 عامًا النار على رأسه أثناء وجوده داخل غرفته بالفندق بعد أن فشل في التصالح مع زوجته وطفله. ذكرت صحيفة لوس أنجلوس تايمز أنه تم نقله إلى مستشفى الاستقبال مع فرصة ضئيلة للبقاء على قيد الحياة؛ تكشف سجلات الوفاة أنه توفي في نفس الليلة. حدثت الوفاة التالية التي تم الإبلاغ عنها في عام 1931 عندما توفي الضيف و. ك. نورتون في غرفته بعد تناول كبسولات سامة. خلال الأربعينيات والخمسينيات من القرن الماضي، حدثت المزيد من حالات الانتحار في سيسيل. في عام 2008، أشار اثنان من المقيمين لفترة طويلة إلى سيسيل باسم «الانتحار»، وأصبح لقبًا شائعًا في وسائل التواصل الاجتماعي بعد سنوات. RoomSpook، وهو موقع إلكتروني يتتبع وفيات الفنادق، يسرد ما لا يقل عن 13 حالة انتحار حدثت في الفندق.
بالإضافة إلى حالات الانتحار ، يتضمن تاريخ سيسيل أعمال عنف وأحداث مزعجة أخرى. كما أصبح مكانًا سيئ السمعة بسبب الزنا ونشاط المخدرات وكونه أرضية مشتركة للعاملين بالجنس.
في عام 2015، أثناء البحث في فندق سيسيل للحصول على مقال لـ KCET، ادعى الباحث هادلي ميريس أنه في عام 1947، أشيع أن إليزابيث شورت، التي يطلق عليها الإعلام اسم داليا السوداء، قد شوهدت وهي تشرب في حانة سيسيل في الأيام التي سبقت جريمة قلتها سيئة السمعة والتي لم تحل. ومع ذلك، يبدو أن هذا الادعاء ليس أكثر من إعادة سرد الكذب المنسي منذ فترة طويلة والذي ظهر لأول مرة في عمود عام 1995 كتبه كاتب لوس أنجلوس تايمز ستيف هارفي. دون التحقق من صحة الادعاء، نقل هارفي عن كين شيسلر، مؤلف كتاب هذه هوليوود قوله: «في 11 يناير 1947، قبل ثلاثة أيام فقط من مقتلها، شوهدت داليا السوداء في الحانة في فندق سيسيل مع صديقة واثنين من البحارة». ثم أضاف شيسلر: «في الواقع، كان الفندق والحانات في نفس المبنى، بما في ذلك Dugout المجاور، وهو من أماكن الاستراحة المفضلة لإليزابيث شورت خلال الأسبوع الذي سبق مقتلها.» من السهل دحض ادعاء شيسلر. حيث أنه وفقًا لسجلات شرطة لوس أنجلوس، شوهدت شورت على قيد الحياة لآخر مرة في فندق ميلينيوم بيلتمور في 9 يناير ولم تُشاهد مرة أخرى حتى تم اكتشاف جثتها في حقل فارغ في 15 يناير. لا توجد سجلات معروفة عن إليزابيث شورت على الإطلاق في فندق سيسيل.
في عام 1964، تم العثور على مسوقة هاتفية متقاعدة تُدعى «بيجون جولدي» أوسجود، ميتة في غرفتها. تعرضت للاغتصاب والطعن والضرب ونهبت غرفتها. اتُهم جاك بي إيلينجر بقتل أوسجود لأنه شوهد مغطى بالدماء وهو يتجول في الشوارع القريبة من الفندق، ولكن تم تبرئته لاحقًا كمشتبه به. قتلها لا يزال دون حل.
ولعل الأكثر شهرة في الثمانينيات، عندما كان الفندق مقر إقامة القاتل المتسلسل ريتشارد راميريز، الملقب بـ «مطارد الليل». كان راميريز يتواجد بشكل منتظم في منطقة التزلج على الجليد في لوس أنجلوس، ووفقًا لما ذكره موظف في الفندق يدعي أنه تحدث إليه، يُشاع أن راميريز بقي في سيسيل لبضعة أسابيع. ربما يكون راميريز قد شارك في جزء من فورة القتل أثناء بقائه هناك. في 30 أغسطس 1985 رصدته مجموعة من سكان لوس أنجلوس في الشارع ومنعته من الهرب حتى وصلت الشرطة لاعتقاله. في عام 1989، أدين راميريز بارتكاب 13 جريمة قتل وحكم عليه بالإعدام - على الرغم من أنه كان سيستسلم في النهاية لمرض السرطان في عام 2013 بينما لا يزال ينتظر مصيره في طابور الإعدام. بقي قاتل متسلسل آخر، النمساوي جاك أونترويغر، في سيسيل في عام 1991، ربما لأنه سعى إلى نسخ جرائم راميريز. وأثناء وجوده هناك، قام بخنق وقتل ما لا يقل عن ثلاث عاملات جنس، وأدين بسببهما في النمسا.
في عام 2013، أصبح سيسيل (التي أعيدت تسميتها باسم «ستاي أون ماين» على الرغم من أنها لا تزال تحافظ على لافتات فندق سيسيل الأصلية والإعلانات المرسومة على شكلها الخارجي) محط اهتمام متجدد عندما التقطت لقطات كاميرات المراقبة لطالبة كندية شابة، إليسا لام، يتصرف بشكل عشوائي في مصعد الفندق وانتشر الفيديو بسرعة. يصور الفيديو لام وهي تضغط بشكل متكرر على أزرار المصعد، وتدخل وتخرج من المصعد وربما تحاول الاختباء من شخص ما. تم تسجيله قبل وقت قصير من اختفائها؛ في وقت لاحق، تم اكتشاف جسدها العاري في صهريج لإمداد المياه على سطح الفندق، بعد شكاوى من السكان بسبب المياه ذات المذاق الغريب. لاتزال كيفية دخولها الخزان لغزا. كان الطابق الذي بقيت لام فيها أحد الطوابق التي لا تحتوي على لقطات أمنية، مما ترك حالة من عدم اليقين بشأن ما إذا كانت وفاتها جريمة قتل، إلى أن كشفت شقيقة لام للمحققين أن لام لديها تاريخ في عدم تناول الدواء. من بين ممتلكاتها التي تركتها في الفندق كانت هناك العديد من الأدوية التي تصرف بوصفة طبية ، والتي يبدو أنها لم تمس. تم تشخيص لام سابقًا بشكل متطرف من الاضطراب ثنائي القطب. وهكذا، قضت الشرطة بأن سلوكها الغريب في المصعد كان بسبب الهلوسة، ودخلت الخزان بنفسها، معتقدة أنها في خطر. حكم الطبيب الشرعي في مقاطعة لوس أنجلوس أن وفاتها كانت عرضية بسبب الغرق، مع اعتبار الاضطراب ثنائي القطب عاملاً «مهمًا».